# Бессемер, Генри
Ге́нри Бе́ссемер (англ. Henry Bessemer; 19 января 1813, Чарлтон, графство Хартфордшир — 15 марта 1898, Лондон) — английский изобретатель, разработавший процесс выплавки стали, названный его именем, который на протяжении почти ста лет с 1856 по 1950 был главным способом изготовления стали. Изобретение Г. Бессемера также сыграло значительную роль в становлении города Шеффилда, как крупного промышленного центра и «стального города».

## Биография
Сын известного типографа и изобретателя Энтони Бессемера. Родился и прожил до 17 лет в Чарлтоне, графство Хартфордшир, в 50 км к северу от Лондона. Кроме него в семье было две сестры и брат.
Под влиянием отца с ранних лет интересовался механикой и металлургией. После окончания народной школы стал работать в мастерской отца. Он не получил университетского образования и все свои знания и умения приобретал путем разносторонней практической деятельности.
В 1834 году женился на Анне Аллен, с которой прожил в любви и согласии всю жизнь.
Бессемер умер 15 марта 1898 года, в Лондоне. Он похоронен в Лондоне на Западном Норвудском кладбище .

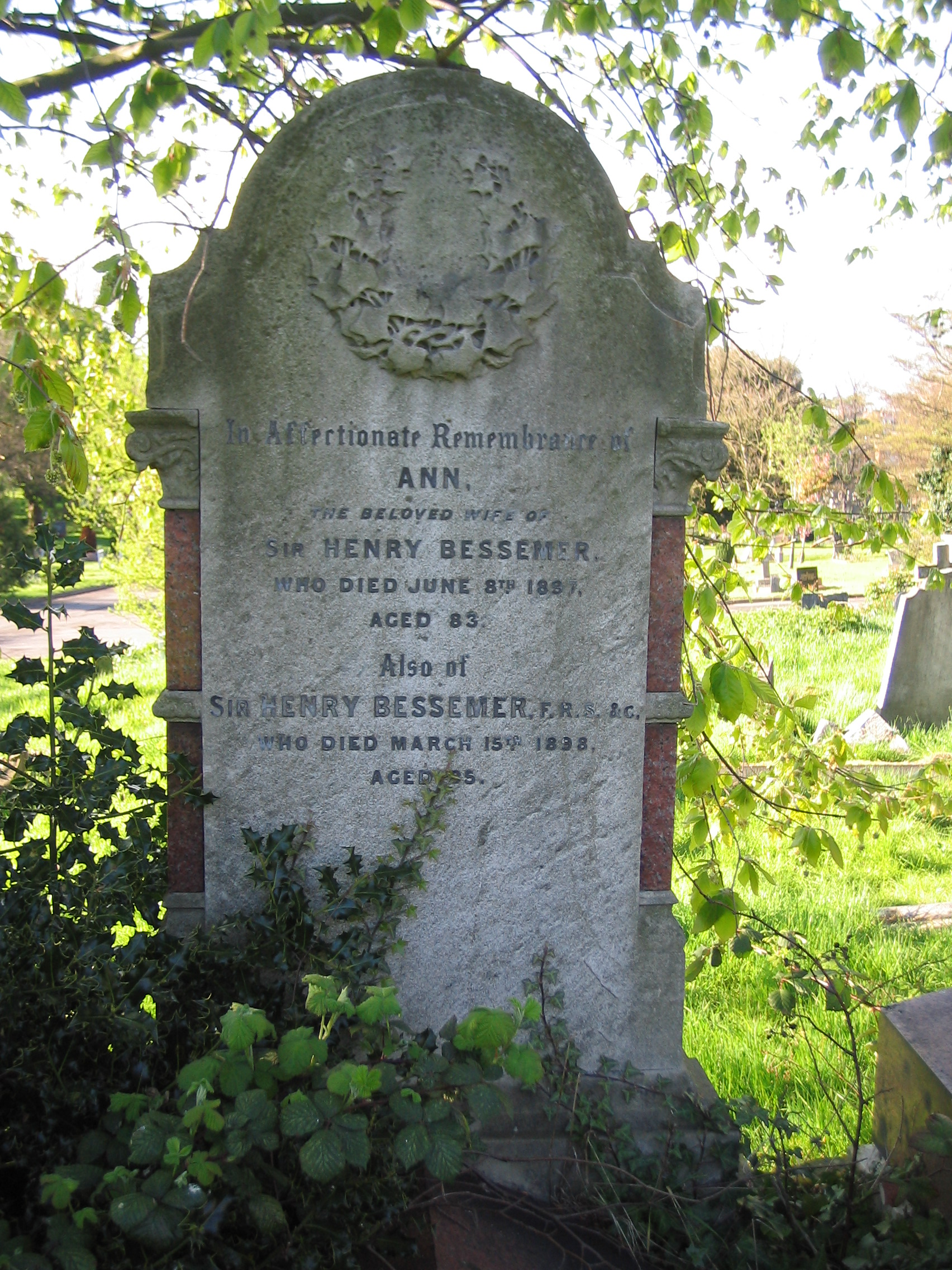
Надгробие сэра Генри Бессемера, Западное Норвудское кладбище

## Изобретения
Генри Бессемер был плодовитым изобретателем, и с 1838 по 1883 годы он владел, по крайней мере, 129 патентами в различных областях техники. В отличие от большинства других изобретателей, Бессемер смог воплотить в жизнь свои изобретения и получил от этого славу и финансовую выгоду.
Среди изобретений Г. Бессемера:
- 1831 — Игольчатый штамп для гашения гербовых марок, предложенный департаменту внутренних доходов министерства финансов. Впоследствии Бессемер усовершенствовал изобретение, придумав, что для гашения марки на ней следует всего-навсего надпечатать текущую дату. Введение этого способа сэкономило для департамента внутренних доходов большое количество денег, но поскольку усовершенствованный способ гашения был слишком прост, Бессемер не получил за него никакого вознаграждения.
- 1838 — Словолитная машина, отливавшая 60 литер в минуту. Это было первое изобретение запатентованное Г. Бессемером.
- 1839 — Новый способ производства карандашей, по которому графитовые бруски предлагалось не распиливать, а прессовать из графитного порошка.
- 1841 — Железнодорожный тормоз.
- 1843 — Способ изготовления бронзового порошка, который использовался для изготовления золотистой краски. Как рассказывает в автобиографии сам Генри Бессемер[7], он исследовал бронзовый порошок, изготовленный в Нюрнберге. (Этот город был единственным местом, где такой порошок тогда изготавливался). Затем он сделал такой же порошок и несколько улучшил его, а также придумал технологию его изготовления на простой производственной линии. Таким образом, ему удалось обойти патентную защиту и запатентовать «свой» продукт. Процесс производства бронзовой краски был коммерческой тайной, и только члены семьи изобретателя имели доступ на фабрику, где она изготовлялаясь. Нюрнбергский порошок, изготовленный вручную, продавался в Лондоне по цене 5 фунтов 12 шиллингов за фунт. Генри Бессемер продавал порошок своего производства по цене в 40 раз меньшей и фактически завоевал рынок[7]. Прибыль от продажи краски позволила ему заняться другими изобретениями.
- 1848 — Способ производства листового стекла путём проката расплавленного стекла между двумя вальцами и получения непрерывной стеклянной ленты, которая разрезалась на выходе. Это изобретение Г. Бессемера не имело коммерческого успеха, хотя в настоящее время листовое стекло изготавливается именно таким способом.
- 1849 — Машина для прессования сахарного тростника.
- 1850 — Центробежный насос.
- 1851 — Способ выдавливания рисунков на бархате, ткани и коже.
- 1853 — Изготовление водоупорной ткани.
- 1854 — Тяжёлый артиллерийский снаряд нового типа. Эта работа натолкнула Бессемера на идею изготовления орудийных стволов из литой стали.
- 1856 — Конвертер для переработки жидкого чугуна в сталь путём продувки воздуха без расхода горючего. Это изобретение стало основой нового процесса получения стали, получившего название бессемеровского[8].
- 1857 — Разливка металла между вращающимися валками. Это изобретение является предшественником современных устройств непрерывного литья. Примечательно, что оригинальная идея Бессемера была реализована в его время, но не прижилась, поскольку в ней ещё не было нужды.
- 1860 — Поворотный конвертер с подачей воздуха через днище и цапфы, конструкция которого в основном сохранилась до настоящего времени.
- 1868 — Пассажирский пароход, каюта в котором подвешивалась на карданных подвесах. По мысли изобретателя такая подвеска должна была обеспечивать неподвижность каюты при волнении моря и предотвратить морскую болезнь у пассажиров. Пароход с таким устройством никогда не был построен[9].

## Бессемеровский процесс
Главным изобретением Генри Бессемера является процесс передела чугуна в сталь, который был по имени изобретателя назван бессемеровским. 

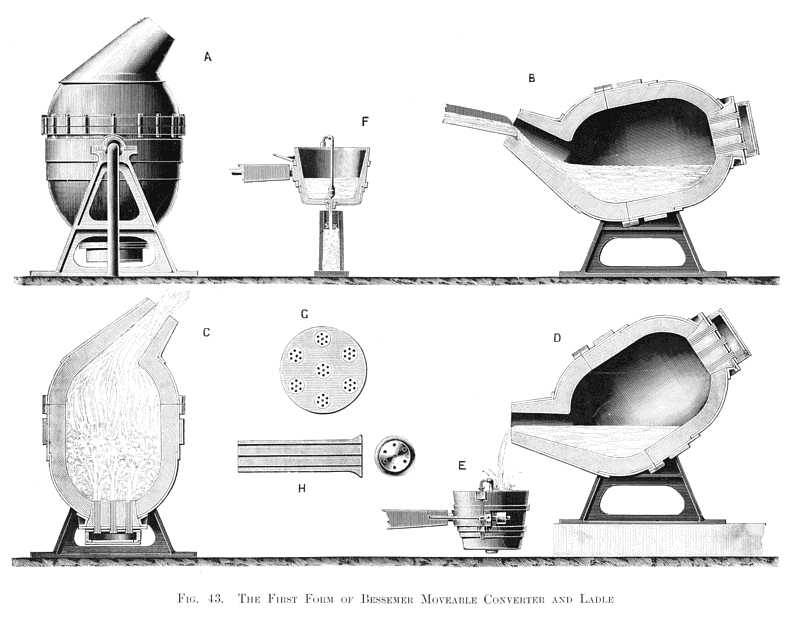
Конвертер Бессемера

До внедрения бессемеровского процесса в середине 19-го века сталь получали в небольших количествах в ходе трудоёмкого процесса пудлингования, Поэтому сталь считалась дефицитным материалом, и многие металлические детали изготавливали из более дешёвого чугуна. Чугун же был крайне неудобен в качестве конструкционного материала из-за своей хрупкости. Часто чугунные балки и опоры мостов не выдерживали нагрузки и внезапно обрушивались. Конструкции из стали были гораздо надежнее, но и стоили дороже.
Генри Бессемер заинтересовался процессом производства стали в ходе работы над одним из своих изобретений.
В 1854 году он придумал новый снаряд для стрельбы из ненарезных пушек. Снаряд имел удлиненную форму и специальные каналы, благодаря которым, по мере выхода из ствола, он закручивался, что обеспечивало его дальнейший устойчивый полет. При проработке идеи оказалось, что для стрельбы такими снарядами следовало увеличить пороховой заряд. Тогдашние чугунные пушки не могли выдержать взрыва заряда такой силы. Так Генри Бессемер пришел к идее о том, что пушки следует делать стальными, а производство стали — массовым.
Для этого Г. Бессемер разработал оригинальную систему, обеспечивающую выжигания примесей из расплавленного чугуна посредством продувки через него воздуха. Расплавленный чугун заливался в конвертер, грушеобразный тигель, футерованый изнутри огнеупорным кирпичом. Затем через жидкий чугун продувался воздух, который окислял вредные примеси, а также выжигал излишек углерода. Реакция окисления была экзотермической, выделявшееся в её ходе тепло разогревало металл и поддерживало его в жидком состоянии. Процесс конвертирования продолжался несколько десятков минут. В результате из чугуна получалась сталь.
Процесс, предложенный Г. Бессемером, сделал производства стали простым, быстрым и дешёвым. В результате улучшения качества стали и расширения его предложения на рынке произошла Вторая промышленная революция: внедрение стали использовать в машиностроении и строительстве.
24 августа 1856 года Бессемер впервые описал изобретенный им процесс передела чугуна на собрании Британской научной ассоциации в Челтенхэме в докладе, который он назвал «Производство железа без топлива». Доклад был полностью опубликован в The Times .
За несколько лет до этого над подобной идеей работал Джеймс Несмит. Услышав доклад Бессемера на собрании Британской научной ассоциации, Несмит, не до конца решивший некоторые проблемы своего метода, отказался от продолжения работ. Генри Бессемер признавая важность работ Несмита, предложил ему одну треть доходов от будущего патента, однако Несмит от этого предложения отказался.

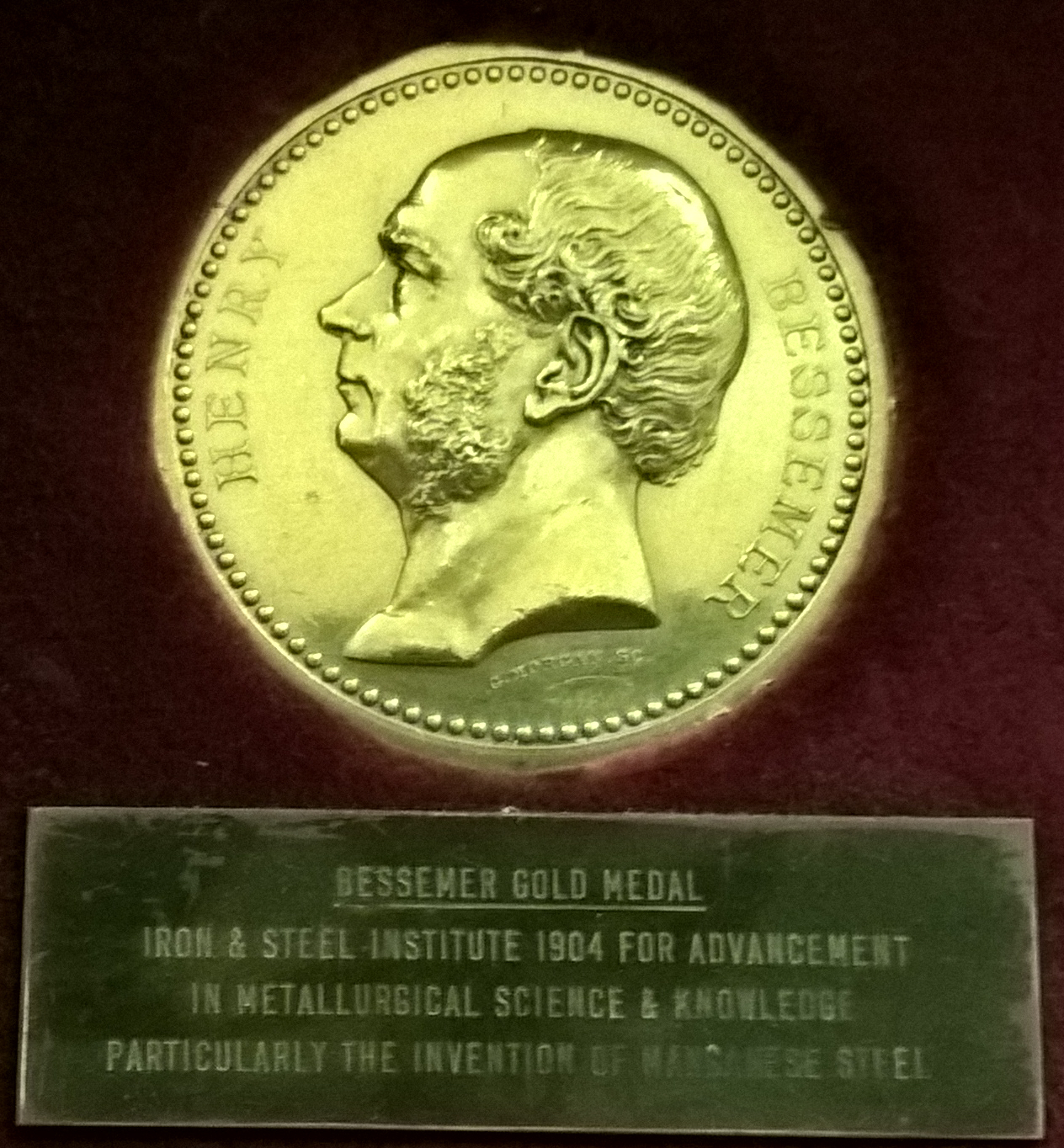
Золотая медаль Г. Бессемера, присуждавшаяся в 1904 году

## Награды и память
- Бессемер был посвящен в рыцари королевой Викторией за его вклад в науку 26 июня 1879 года, и в том же году стал членом Королевского общества[14].
- Почетное членство в Институте инженеров и судостроителей Шотландии было присвоено Бессемеру в 1891 году[15].
- В 1895 году он был избран иностранным почетным членом Американской академии наук и искусств[16].
- Г. Бессемер был в 1871—1873 годах президентом британского Института железа и стали. Институт учредил золотую медаль Бессемера в качестве ежегодной награды за выдающиеся заслуги в сталелитейной промышленности. В настоящее время этот институт вошел в Институт материалов, минералов и горного дела[англ.], который ежегодно продолжает награждение медалью Бессемера.
- В 2003 году Бессемер был назван в числе 10 лучших изобретателей за период с 800 до н. э. до 1950 года.
- Именем Г. Бессемера названы города в США: в штате Алабама, в штате Северная Каролина[англ.] и в штате Мичиган[англ.].
- В 2009 году паб «Фонтан» в центре города Шеффилда был переименован в «Бессемер» в честь Генри Бессемера, который оказал огромное влияние на развитие города.
- В честь Г. Бессемера также был переименован паб Wetherspoons в Уоркингтоне, Камбрия.